# Van Helsing (film)
 Denne artikel omhandler en film fra 2004. Opslagsordet har også en anden betydning, se Van Helsing.
Van Helsing er en amerikansk actionfilm fra 2004 instrueret af Stephen Sommers og med Hugh Jackman og Kate Beckinsale i historien om bekæmpelsen af Grev Dracula, The Wolfman og Frankensteins monster. Filmen var inspireret af Peter Cushings heroiske fortolkning af rollen som Van Helsing i Terence Fishers film Dracula (1958).
Van Helsing var navnet på en af de to hovedpersoner i Bram Stokers roman Dracula (1897). Han er i bogen en skarpsindig akademiker, der gennemskuer, at grev Dracula er vampyr, og sammen med en flok yngre mænd jager blodsugeren fra England til hans slot i Transsylvanien.

## Medvirkende
- Hugh Jackman som Abraham Van Helsing
- Kate Beckinsale som Anna
- Richard Roxburgh som Grev Dracula
- David Wenham som Carl
- Will Kemp som Velkan
- Shuler Hensley som Frankensteins Monster
- Elena Anaya som Draculas brud
- Silvia Colloca som Draculas brud
- Martin Klebba som Dwerger
- Josie Maran som Draculas brud